# أندريه بارو
أندريه بارو (بالفرنسية: André Parrot) هو عالم آثار فرنسي متخصص في الشرق الأدنى القديم وقاد أعمال الحفريات في كل من لبنان والعراق وسوريا. ولد في عام 1901 في دوبس وتوفي سنة 1980 في باريس. تزوج من جيرود ماري لويز في عام 1960 .
كان أندريه بارو المنسق الرئيس للمتاحف الوطنية في عام 1946 وأول مدير لمتحف اللوفر من 1968 حتي 1972، وكان قائد فيلق الشرف وعضو أكاديمية النقوش والأدب. له العديد من الأبحاث والكتب أهمها «سومر» (1960)، الفن السومري (1970)، حفريات مملكة ماري - الحملة 18 و19 (1970 - 1971)، كنوز أور (1968).
هو ليس من قال: «لكل إنسان متحضر في هذا العالم وطنان؛ وطنه الأم وسوريا». وانما من قال هذه المقولة هو شارل فيرلو قارئ النصوص المسمارية الأوغاريتية وهو عالم آثار فرنسي أيضاً.